# Christoph Student
Johann-Christoph Student (* 1942 in Gnesen) ist ein deutscher Psychiater, Palliativmediziner und Psychotherapeut. Er gehört zu den Pionieren der deutschen Hospizbewegung und Palliativmedizin und entwickelte theoretische und praktische Grundlagen für die Hospizarbeit in Deutschland.
Im Jahr 1978 wurde er Facharzt für Kinder- und Jugendpsychiatrie und -psychotherapie.
Student lehrte von 1980 bis 1997 an den Evangelischen Fachhochschulen in Hannover und Freiburg im Breisgau Sozialmedizin, Psychiatrie und Thanatologie. Von 1997 bis zu seinem Ruhestand 2006 war er Gesamtleiter des Hospiz Stuttgart, das er in dieser Zeit zu einer der renommiertesten deutschen Hospiz- und Palliativeinrichtungen entwickelte. Seit 2006 steht er ehrenamtlich dem Deutschen Institut für Palliative Care vor. Er gilt als einer der profiliertesten deutschen Schüler der Sterbeforscherin Elisabeth Kübler-Ross.
2006 verlieh ihm die Universität Heidelberg die Ehrendoktorwürde für seine prägende Wirkung bei der Gründung der Hospizbewegung und der Neuausrichtung der Palliativmedizin in Deutschland seit Beginn der 1980er Jahre.

## Publikationen
- Johann-Christoph Student (Hrsg.): Das Recht auf den eigenen Tod. 2. Auflage. Patmos, Düsseldorf 1996, ISBN 3-491-72293-4.
- Johann-Christoph Student (Hrsg.): Das Hospiz-Buch. 4. erweiterte Auflage. Lambertus Verlag, Freiburg (Breisgau) 1999, ISBN 3-7841-1110-6.
- Johann-Christoph Student (Hrsg.): Im Himmel welken keine Blumen. Kinder begegnen dem Tod. Überarbeitete Neuausgabe. 6. Auflage. Verlag Herder, Freiburg (Breisgau) u. a. 2005, ISBN 3-451-05569-4, (Herder-Spektrum 5569).
- Johann-Christoph Student, Albert Mühlum, Ute Student: Soziale Arbeit in Hospiz und Palliative Care. 2. überarbeitete Auflage. Ernst Reinhardt UTB, München u. a. 2007, ISBN 978-3-497-01950-2, (Soziale Arbeit im Gesundheitswesen 4), (UTB – Soziale Arbeit, Gesundheitswissenschaft 2547).
- Johann-Christoph Student (Hrsg.): Sterben, Tod und Trauer – Handbuch für Begleitende. Herder. 3. Auflage. Herder, Freiburg (Breisgau) u. a. 2008, ISBN 978-3-451-28343-7.
- Johann-Christoph Student, Annedore Napiwotzky (Hrsg.): Was braucht der Mensch am Lebensende? Ethisches Handeln und medizinische Machbarkeit. Kreuz Verlag, Stuttgart 2007, ISBN 978-3-7831-2880-2.
- Thomas Klie, Johann-Christoph Student: Sterben in Würde. Auswege aus dem Dilemma der Sterbehilfe. Herder, Freiburg (Breisgau) u. a. 2007, ISBN 978-3-451-29657-4. – Das Buch hier kostenlos herunterladen
- Thomas Klie, Johann-Christoph Student: Patientenverfügung: So gibt sie Ihnen Sicherheit. Kreuz Verlag, Freiburg  (Breisgau) 2011, ISBN 978-3-451-61067-7
- Johann-Christoph Student, Annedore Napiwotzky: Palliative Care. Wahrnehmen – verstehen – schützen. 2. überarbeitete und erweiterte Auflage, Thieme, Stuttgart u. a. 2011, ISBN 3-13-142942-9, (Pflegepraxis).
- Johann-Christoph Student: Kinderhospize: Palliative Care in einer spezifischen Situation, in: Michael Anderheiden, Wolfgang U. Eckart (Hrsg.): Handbuch Sterben und Menschenwürde, de Gruyter Berlin 2012, Band II, Seiten 895–912.
- Gibt es ein Sterben ohne Angst? In: Elisabeth Kübler-Ross: Interviews mit Sterbenden. Herder, Freiburg im Breisgau 2018, ISBN 978-3-451-61314-2, S. 9–27.